# Долонь
Доло́нь (каз. Дөлен) — село у складі Бескарагайського району Абайської області Казахстану. Адміністративний центр Долонського сільського округу.
Населення — 390 осіб (2021; 616 у 2009, 874 у 1999, 1448 у 1989).
Національний склад станом на 1989 рік:
- казахи — 51 %
- росіяни — 38 %